# Renata Carola Gatica
Renata Carola Gatica (Córdoba, Argentina, 9. lipnja 1978.) je kazališna redateljica.

## Životopis
Renata Carola Gatica studirala je na kazališnom odsjeku Filozofskoga fakulteta na Nacionalnom sveučilištu u Córdobi. Osnivačica je kazališne kompanije La Piaf gdje je deset godina djelovala kao redateljica s petnaestak režija i mnogobrojnim gostovanjima na festivalima Latinske Amerike.
S navedenom kompanijom je 2000. godine otvorila kulturni centar Sala K gdje je tri godine radila kao umjetnička ravnateljica te podučavala kazališnoj umjetnosti djecu, tinejdžere i odrasle. Godine 2006. od grada Córdobe dobila je nagradu kao Najbolja mlada kazališna redateljica.
Od 2007. godine živi i radi u Zagrebu. Najčešće surađuje s Teatrom &TD (Argentina, Extravagancia, Šarengrad, Čuj, Hamlete, čuj), Kazalištem Trešnja (Pipi Duga Čarapa), Kazalištem Dubrava (Mala djeca, veliki ljudi), ZKM-om (#radninaslovantigona, Alisa u zemlji čudesa) i HNK Ivana pl. Zajca u Rijeci (Dugonja trbonja i vidonja / Ciccio, Spillo e Falco).
Posebno se ističe u radu u dječjem kazalištu. Od 2014. godine djeluje u nezavisnom kazalištu Teatar Poco Loco gdje na specifičan način istražuje mogućnosti pričanja priča za najmlađe.   
Za svoj rad osvojila je nekoliko kazališnih nagrada, uključujući Nagradu za najbolju režiju na Gavellinim večerima.
Od 2018. godine radi kao ravnateljica drame HNK Ivana pl. Zajca u Rijeci.

## Ostalo
- "Zajčić za laku noć" kao pripovjedačica (2020.)